# Cissus trothae
Cissus trothae är en vinväxtart som beskrevs av Gilg & Brandt. Cissus trothae ingår i släktet Cissus och familjen vinväxter. Inga underarter finns listade i Catalogue of Life.